# Paracheirodon simulans
Paracheirodon simulans è un piccolo pesce d'acqua dolce, appartenente alla famiglia Characidae, conosciuto comunemente con Neon verde.

## Distribuzione e habitat
Questa specie è diffusa in Sudamerica, nel Rio Negro superiore e nel bacino idrografico  dell'Orinoco.

## Descrizione
Nella forma molto simile a Paracheirodon axelrodi, la livrea è di poco differente: presenta testa e dorso grigio-verdi; dal muso parte una fascia orizzontale blu elettrico che termina al peduncolo caudale. Le pinne sono trasparenti, con minuti raggi biancastri. La gola è rossastra perché trasparente e lascia intravedere il sistema respiratorio branchiale, il ventre è beige argenteo mentre il resto del corpo sotto la linea blu è rosso sbiadito, tendete al grigio-verde. 

Raggiunge una lunghezza di 2 cm.

## Comportamento
Vive in branchi anche numerosi e a volte con P. axelrodi.

## Riproduzione
Come nelle altre specie del genere Paracheirodon, è un oviparo. La riproduzione avviene dopo dei giochi amorosi della coppia. Il maschio si "arrotola" intorno alla femmina e feconda le uova mentre lei le depone.

## Acquariofilia
Scambiato a volte per il suo simile Paracheirodon axelrodi è più delicato e difficile da mantenere, quindi non molto diffuso nei negozi.